# Abronia taeniata
Abronia taeniata är en ödla som förekommer i östra Mexiko.
Ödlan blir utan svans cirka 14 cm lång. Den har på ovansidan en gul- eller grönaktig grundfärg. Kännetecknande är 6 till 8 tvärliggande svarta band. Hos äldre exemplar blir strimmorna lite blekare. Liksom andra släktmedlemmar har arten tjocka fjäll och kraftiga käkar. Svansen är lite kortare än huvud och bål tillsammans och den kan användas som gripverktyg.
Abronia taeniata lever i olika bergstrakter i östra Mexiko. Den vistas i regioner som ligger 1000 till 2600 meter över havet. Habitatet utgörs av molnskogar och andra fuktiga bergsskogar. Arten undviker områden där skogsbruk förekommer.
Honor lägger inga ägg utan föder levande ungar. Per tillfälle föds 2 till 15 ungar. Abronia taeniata äter ryggradslösa djur och kanske mindre ryggradsdjur. Individerna klättrar främst i växtligheten.
Beståndet hotas av skogsavverkningar när jordbruksmark etableras. Olika exemplar fångas illegalt och säljs som sällskapsdjur. I utbredningsområdet ligger en nationalpark och några andra skyddszoner. IUCN listar arten som sårbar (VU).